# Ruch alterglobalistyczny

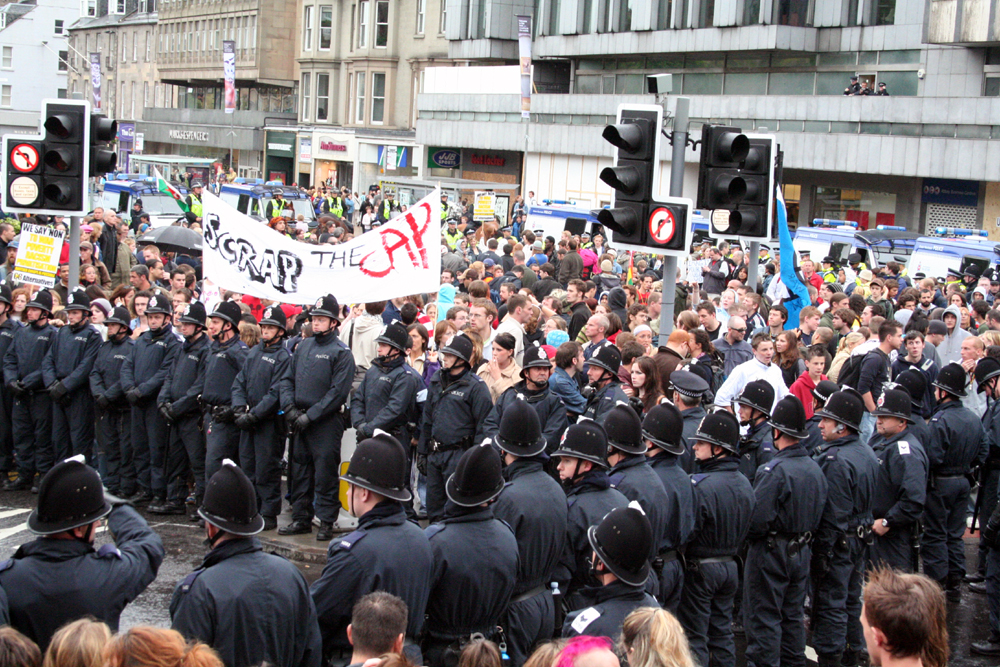
Protest antyglobalistyczny podczas szczytu G8 w Edynburgu w czerwcu 2005

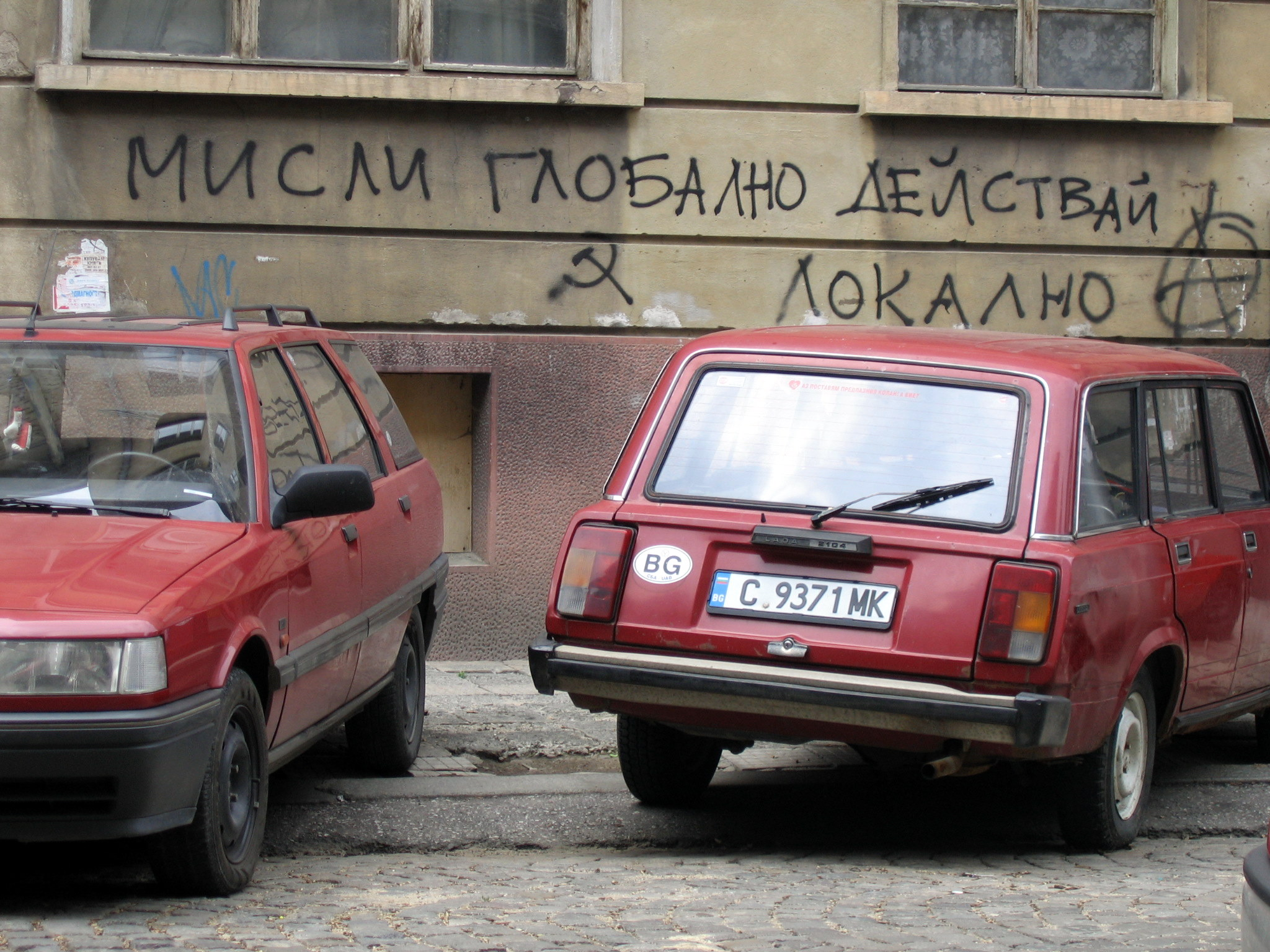
Napis na murze w Sofii: „Myśl globalnie, działaj lokalnie”

Ruch alterglobalistyczny – ruch społeczno-polityczny aktywny w większości państw świata, różnorodny ideowo i niejednolity organizacyjnie. Za cel stawia sobie radykalną zmianę obecnych stosunków ekonomicznych, ekologicznych i społecznych, m.in. poprzez budowanie globalnego społeczeństwa obywatelskiego.

## Poglądy i działania
Należy rozróżnić dwa typy procesów globalizacyjnych: kulturowy i ekonomiczny. Alterglobaliści nie są przeciwnikami globalizacji kulturowej (globalne prawa człowieka, solidarność, zrównoważony rozwój, globalna etyka, itp.).
W alterglobalizmie zawarta jest krytyka problemów dzisiejszego świata, wywoływanych – zdaniem uczestników ruchu – przez neoliberalną globalizację:
- postępująca degradacja środowiska naturalnego,
- postępująca degradacja kultur lokalnych, niszowych,
- unifikacja kultury,
- narastanie antagonizmów narodowo-etnicznych,
- wyzysk pracowników wielkich korporacji,
- wciąż nierozwiązane problemy Trzeciego Świata:
  - analfabetyzm,
  - ubóstwo,
  - brak dostępu do informacji,
  - występowanie niewolnictwa,
- wzrastające dysproporcje ekonomiczne między bogatą Północą i biednym Południem.

Ruch ten zawiera w sobie elementy różnych systemów światopoglądowych, m.in. pacyfizmu, marksizmu, demokratycznego socjalizmu, anarchizmu, ekologizmu, feminizmu, konserwatyzmu, jak również, w niektórych kwestiach – liberalizmu. Ważną rolę odgrywają w nim organizacje religijne, ruchy humanistyczne i organizacje pozarządowe.
Działacze ruchu często odwołują się do ideałów wczesnych, wspólnotowych form demokracji, sprzeciwiając się zarówno totalitarnemu modelowi państwa jak i nowoczesnym zindustrializowanym państwom rozwiniętego kapitalizmu.
Głównym celem ataków alterglobalistów są wielkie ponadnarodowe instytucje, m.in.: Międzynarodowy Fundusz Walutowy (IMF), Bank Światowy (WB), WTO, UE, ONZ, itd.
W największych spotkaniach alterglobalistów, tzw. Forach Społecznych, bierze udział od kilkudziesięciu do blisko dwustu tysięcy uczestników. Od 2000 r., równolegle do Światowego Forum Ekonomicznego w Davos, na którym gromadzą się przywódcy państw i przedstawiciele największych światowych korporacji, organizowane jest doroczne Światowe Forum Społeczne. W latach 2000–2003 r. Forum organizowano w brazylijskim mieście Porto Alegre, ważnym dla ruchu alterglobalistycznego, bowiem od 1992 r. budżet miejski jest tam uchwalany przy współudziale delegatów reprezentujących społeczności lokalne (demokracja uczestnicząca). W 2004 r. Forum odbyło się w Mumbaju w Indiach, w roku 2005 ponownie wróciło do Brazylii. W styczniu 2007 roku Światowe Forum Społeczne po raz pierwszy odbyło się w Afryce, w stolicy Kenii – Nairobi. W roku 2009 odbyło się w Belém w Brazylii, a w 2011 w Dakarze.
W Europie regionalnym odpowiednikiem Światowego Forum Społecznego jest Europejskie Forum Społeczne. Kolejne spotkania EFS odbywały się we Florencji (listopad 2002), Paryżu (listopad 2003), Londynie (październik 2004), Atenach (maj 2006), Malmö (2008) oraz Stambule (2010)..

## Różnice między antyglobalizmem a alterglobalizmem
Są to dwa niezależne ruchy, które różni stosunek do procesu globalizacji. W praktyce jednak często zwrotów tych używa się (błędnie) jako synonimów.
Alterglobaliści nie krytykują samego procesu globalizacji, lecz tylko jej obecny neoliberalny charakter. Poglądy alterglobalistyczne głoszone są przez organizacje o różnych poglądach społecznych czy gospodarczych.
Antyglobaliści natomiast krytykują sam proces globalizacji i jako alternatywę proponują oparcie się na wspólnotach takich jak naród, rodzina, wspólnoty lokalne. Poglądy antyglobalistyczne przejawiane są przez część nacjonalistów, autonomistów, ekologistów, anarchoprymitywistów, tercerystów czy komunitarian.

## Anty- i alterglobalizm w Polsce
Do organizacji alter- i antyglobalistycznych w Polsce można zaliczyć między innymi: Młodych Socjalistów, Federację Anarchistyczną, Nową Lewicę, Polską Partię Pracy, ATTAC Polska, Lewicową Alternatywę, Pracowniczą Demokrację, ogólnopolski związek zawodowy Inicjatywa Pracownicza, WZZ Sierpień 80, Zieloni, Grupę „Społeczeństwo Aktywne” oraz ugrupowania nacjonalistyczne i ultraprawicowe, takie jak Polska Partia Narodowa, Polska Wspólnota Narodowa, Narodowe Odrodzenie Polski, Obóz Narodowo-Radykalny, Młodzież Wszechpolska czy Stronnictwo Narodowe im. R. Dmowskiego.
Światopogląd alter- lub antyglobalistyczny prezentowany jest na łamach wielu czasopism, m.in.: Recykling Idei, Magazyn „Obywatel”, Wszechpolak, Szczerbiec, „Tylko Polska”, a także polska edycja Le Monde diplomatique. Jesienią 2004 roku na łamach czasopisma Recykling Idei opublikowano prawdopodobnie pierwszą w Polsce dyskusję na temat ruchu alterglobalistycznego z udziałem jego polskich uczestników i uczestniczek, m.in. ze Stowarzyszenia ATTAC, Federacji Anarchistycznej, Grupy „Społeczeństwo Aktywne” i partii Nowa Lewica. Pretekstem do dyskusji był pierwszy masowy protest alterglobalistów w Polsce, który odbył się 29 kwietnia 2004 roku w Warszawie, podczas Europejskiego Szczytu Gospodarczego. Aktywiści i aktywistki zastanawiali się nad ideową i organizacyjną istotą ruchu, a także nad jego usytuowaniem w szerszym kontekście politycznym.

## Krytyka
Ruchy anty- i alterglobalistyczne są krytykowane przez niektórych polityków, członków konserwatywnych think tanków i ekonomistów głównego nurtu.

### Brak dowodów
Krytycy twierdzą, że brakuje dowodów usprawiedliwiających poglądy antyglobalistyczne. Odnoszą się do trendów statystycznych, które interpretują jako skutki globalizacji, kapitalizmu i rozwoju gospodarczego przez nie kreowanego. W szczególności podnoszone są następujące argumenty:
- W Azji Wschodniej stale zmniejsza się liczba ludzi żyjących za mniej niż jednego dolara dziennie. Z kolei w Afryce Subsaharyjskiej, którą z powodu złych rządów globalizacja dotknęła w znacznie mniejszym stopniu, bieda się zwiększyła[2].
- Dochód światowy zwiększył się w okresie 2002–2007 bardziej niż kiedykolwiek wcześniej[3].
- Większy udział państw z powszechnym prawem wyborczym, od zera w 1900 do 62,5% w 2000 r.[4]
- Wzrost dostępu do elektryczności, samochodów, radia, telefonów i czystej wody[5]. Jednak ciągle 1,4 miliarda ludzi nie ma dostępu do czystej wody pitnej, a 2,6 miliarda do odpowiednich warunków sanitarnych[6]. Dostęp do czystej wody zmniejszył się w najbiedniejszych krajach, zwykle niedotkniętych globalizacją[7].

### Niezorganizowanie
Według Takisa Fotopoulosa ruchowi brakuje jasnych celów i poglądy różnych protestujących są sprzeczne ze sobą.

### Brak efektywności
Częstym argumentem podnoszonym przez przeciwników ruchu antyglobalistycznego (zwłaszcza przez The Economist) jest to, że jednym z głównych powodów biedy rolników z krajów trzeciego świata są bariery handlowe ustanawiane zarówno przez kraje biedne jak i bogate.
Istnieją kapitaliści, którzy uważają, że potrzebne są zmiany, ale inne niż proponowane przez ruch antyglobalistyczny. Na przykład, uważają Bank Światowy i IMF za skorumpowane biurokracje, które pożyczają pieniądze dyktatorom nie przeprowadzającym żadnych reform. Niektórzy – jak Hernando de Soto – uważają, że duża część biedy w krajach trzeciego świata jest spowodowana przez brak systemu prawnego, takiego jaki obowiązuje na Zachodzie i pełnych praw własności. De Soto mówi, że z powodu barier prawnych biedni ludzie nie mogą wykorzystywać zasobów do tworzenia większego bogactwa.

### Brak poparcia w Trzecim Świecie
Według krytyków, mieszkańcy biednych krajów (Trzeci Świat) są dość przychylni globalizacji, a jest ona najgłośniej krytykowana przez bogatych aktywistów z Pierwszego Świata, związki zawodowe i organizacje pozarządowe. Alan Shipman, autor „The Globalization Myth” twierdzi, że „Największymi krytykami antyglobalizmu są pracownicy, których ruch antyglobalistyczny chce wyzwolić od pracy”.
Ci krytycy twierdzą, że mieszkańcy krajów trzeciego świata uważają ruch antyglobalistyczny za zagrożenie dla nich i że zatrzymanie lub odwrócenie globalizacji doprowadziłoby do większej biedy. Jesús F. Reyes Heroles, były meksykański ambasador w USA, powiedział: „Dla biednego kraju, jak nasz, alternatywą dla nisko płatnych prac jest jedynie brak pracy”.
Ambasador Egiptu w ONZ powiedział: „Dlaczego nagle, gdy nasi pracownicy stali się konkurencyjni, uprzemysłowione kraje zaczęły się nimi przejmować? Jest podejrzane, że nagle zaczęto się troszczyć o ich warunki pracy”.

## Znane osoby związane z ruchem
- Samir Amin
- Walden Bello
- José Bové
- Bernard Cassen
- Manu Chao
- Noam Chomsky
- Susan George
- Naomi Klein
- Subcomandante Marcos
- Ignacio Ramonet
- Arundhati Roy
- Vandana Shiva
- Jan Sowa
- Raoul Vaneigem
- Lori Wallach